# Jerzy Tumaniszwili
Jerzy Tumaniszwili (gruz. იეჟი თუმანიშვილი; ur. 8 czerwca?/21 czerwca 1916 w Moskwie, zm. 9 grudnia 2010 na Florydzie) – polski wojskowy gruzińskiego pochodzenia, oficer Marynarki Wojennej, uczestnik II wojny światowej, kontradmirał.

## Życiorys
Jego rodzina wyjechała z Gruzji jeszcze przed podbojem tego kraju przez ZSRR w 1921, dzięki czemu przeżyła wymordowanie gruzińskiej arystokracji przez bolszewików. W 1922 osiadła w Polsce, najpierw w Świdrze, potem w Warszawie. Jego matką była Polka, Jadwiga Szyszko, córka generała Cezarego Szyszko. Ojciec, książę Paweł Tumanoff-Tumaniszwili, marszałek szlachty gruzińskiej, w 1924 stanął na czele emigracyjnego Komitetu Gruzińskiego.
Uczęszczał do I Państwowego Gimnazjum i Liceum im. Stefana Batorego w Warszawie. Ukończył suwalskie Gimnazjum Męskie im. Karola Brzostowskiego, był też słuchaczem Szkoły Podchorążych MW. Polskie obywatelstwo przyznano mu 30 września 1941.
W 1935 wstąpił do polskiej Marynarki Wojennej korzystając z umowy polskich sił zbrojnych z gruzińskim gen. Aleksandrem Zachariadze.
W 1938 otrzymał stopień podporucznika marynarki. Służył w Kadrze Floty w Gdyni. W 1939 został oficerem na niszczycielu ORP „Burza”, brał udział m.in. w planie "Peking". Od 1940 do 1941 był I oficerem broni podwodnej na OF „Ouragan”. Awansowany na stopień porucznika marynarki, został skierowany na ORP „Krakowiak”, gdzie objął stanowisko II oficera artylerii. Brał w tym okresie udział m.in. w patrolach kanału La Manche, w trakcie bitwy z niemieckimi jednostkami został raniony w nogę.
Od grudnia 1942 przez rok służył w Centrum Wyszkolenia Specjalistów Floty. W styczniu 1944 powołano go na I oficera artylerii na ORP „Piorun”. Uczestniczył w akcjach przeciwko niemieckiemu pancernikowi „Tirpitz” i przy wsparciu operacji lądowania w Normandii. W 1944 awansowano go do stopnia kapitana marynarki.
Zajmował się także działalnością publicystyczną. W trakcie wojny pisywał w "Polsce Walczącej" (w tym pod pseudonimem "Jerzy Traper"). W 1950 udał się na emigrację do Stanów Zjednoczonych. Publikował na łamach "Naszych Sygnałów" i "Przeglądu Polskiego". Został członkiem zwyczajnym Instytutu Józefa Piłsudskiego w Ameryce, działał w Stowarzyszeniu Marynarki Wojennej.
W 1990 prezydent RP na uchodźstwie, Ryszard Kaczorowski, przyznał mu awans na komandora podporucznika. W 2008 został mianowany na stopień kontradmirała w stanie spoczynku przez prezydenta Lecha Kaczyńskiego.

## Odznaczenia
- Krzyż Srebrny Orderu Wojennego Virtuti Militari – 3 maja 1945[7]
- Krzyż Komandorski z Gwiazdą Orderu Odrodzenia Polski – 2009[8]
- Krzyż Oficerski Orderu Zasługi RP – 2004[9]
- Krzyż Walecznych – trzykrotnie[10]
- Medal Morski – czterokrotnie
- Deltagermedaljen (Medal za Narwik) – Norwegia